# Ostzonen-Meisterschaften im Boxen 1949
Die Ostzonen-Meisterschaften im Boxen 1949 fanden vom 21. bis zum 23. Oktober 1949 in der Erfurter Thüringenhalle statt.

## Teilnehmer
Die fünf Länder und Berlin entsandten jeweils einen Teilnehmer pro Gewichtsklasse.
| Gewichtsklasse                | Brandenburg                | Berlin                     | Mecklenburg             | Thüringen                   | Sachsen                     | Sachsen-Anhalt              |
| ----------------------------- | -------------------------- | -------------------------- | ----------------------- | --------------------------- | --------------------------- | --------------------------- |
| Fliegengewicht (bis 51 kg)    | H. Girod (Wittenberge)     | Soldatow (Stern)           | Schmidt (Penzlin)       | Nickisch (Jena)             | Horst Fiedler (Görlitz)     | Knöpel (Weißenfels)         |
| Bantamgewicht (bis 54 kg)     | Blum (Wittenberge)         | Raabe (Eisenbahn)          | Völzer                  | Martin (Gera)               | Günter Czerwinski (Dresden) | Buchmann (Halle)            |
| Federgewicht (bis 57 kg)      | Sutor (Wittenberge)        | Krone (Volkspolizei)       | Günter Jesko (Wismar)   | Herbert Scheler (Sonneberg) | Geißler (Freiberg)          | Gath (Halle)                |
| Leichtgewicht (bis 60 kg)     | Wruck                      | Pörtner (Volkspolizei)     | Werner Lorenz (Ribnitz) | Seyfarth (Jena)             | Pankotsch (Leipzig)         | Joachim Heinrich (Querfurt) |
| Weltergewicht (bis 67 kg)     | Willi Kriese (Wittenberge) | Nehring (Stern)            | Werner Räsch (Anklam)   | Barthel (Erfurt)            | Böser (Leipzig)             | Pohle (Halle)               |
| Mittelgewicht (bis 75 kg)     | Jaap                       | Heinz Henatsch (DWK)       | Kind (Schwerin)         | Klein (Friedrichroda)       | Wolfgang Haney (Dresden)    | Mantwitz (Haldensleben)     |
| Halbschwergewicht (bis 81 kg) | Hans Robak (Cottbus)       | Kurt Ratzow (Volkspolizei) | Karl Czoska (Schwerin)  | G. Winneburg (Erfurt)       | Mehr (Reichenbach)          | Hoffmann                    |
| Schwergewicht (über 81 kg)    | Baase (Templin)            | Knappe (DWK)               | Koska (Schwerin)        | Könitzer (Gera)             | Teister (Dippoldiswalde)    | Hans Scheerbaum (Naumburg)  |

Sachsen, Sachsen-Anhalt und Brandenburg stellten jeweils zwei, Berlin und Thüringen jeweils einen Ostzonenmeister.